# Guillermo Herrera Castaño
Guillermo Antonio Herrera Castaño (Anserma, 2 de agosto de 1969) es un político colombiano, actual presidente Ejecutivo de la Cámara Colombiana de la Construcción (Camacol), por otro lado se desempeñó como Ministro del Deporte de ese país entre 2021 y 2022.

## Biografía
Nacido en Anserma, Caldas, en agosto de 1969, se graduó de Administrador de Empresas de la Universidad Colegio Mayor de Nuestra Señora del Rosario. Así mismo, posee una especialización en Derecho Urbano de la Universidad Externado de Colombia y en Administración Pública y Gobierno Urbano del Institute for Housing and Urban Development Studies (Holanda).
Entre 1998 y 2002 se desempeñó como consultor del Ministerio de Desarrollo Económico, en 2003 fue nombrado consultor de la Dirección de Desarrollo Territorial y del Viceministerio de Vivienda, en 2009 fue nombrado director de Desarrollo Territorial del Ministerio de Ambiente, en 2011 fue nombrado director de Espacio Urbano y Territorial del Ministerio de Vivienda y en 2013 fue nombrado como Viceministro de Vivienda del Ministro Luis Felipe Henao, durante la presidencia de Juan Manuel Santos Calderón.
En el campo público también se desempeñó como Gerente de Proyectos de la Financiera de Desarrollo Territorial, gerente del Plan de Ordenamiento Territorial de la Secretaría Distrital de Planeación de Bogotá, Secretario de Hábitat de Bogotá, durante la alcaldía de Enrique Peñalosa Londoño, y como Director de Espacio Urbano y Territorial del Ministerio de Ambiente, Vivienda y Desarrollo Territorial.
El 6 de julio de 2021 fue designado como 2° Ministro del Deporte de Colombia, sucediendo en el cargo a Ernesto Lucena Barrero. Se posesionó el 23 de julio. 